# 장항선
장항선(長項線)은 충청남도 천안시의 천안역을 기점으로 서해안을 경유하여 전북특별자치도 익산시의 익산역을 종점으로 하는 한국철도공사의 철도 노선이다. 천안역부터 신창역까지는 수도권 전철 1호선이 병행되고 있다. 충청남도 서천군 장항읍에 위치하였던 종착역인 장항역의 이름을 따 장항선이라는 이름이 지어졌으나 2007년 12월 장항선과 군산선이 연결되면서 새로운 장항역은 장항읍이 아닌 마서면에 위치하게 되었으며, 장항읍을 지나가지 않게 되었다.

## 역사
조선경남(京南)철도주식회사에 의해 사설 철도 노선으로 건설되었다. 초기 명칭은 충남선(忠南線)으로, 당시 개통된 첫 구간은 천안역에서 온양온천역까지였다. 1931년에 남포역부터 판교역까지의 구간이 개통되며 전 구간이 완전히 영업을 개시하게 되었다. 그러나 1946년에 국유화 된 이후에도 선로의 개량은 이루어지지 않았다. 1991년 11월 25일 서울역에서 출발해 장항역으로 가는 새마을호 열차가 운행을 시작했다. 2008년 말까지만 하더라도 전 구간 단선 비전철이었던 장항선은, 선형 또한 매우 좋지 않아 잦은 지연과 긴 소요 시간이 문제로 제기되었다. 이러한 상태로는 증가하는 수요에 제대로 대응할 수 없었으며, 열차 운행에도 상당한 애로사항을 주었다.
2000년 5월 15일에 천안역에서 신창역까지는 복선전철로, 신창역부터 대야역까지는 단선 비전철로 선형 개량 공사가 이루어졌다. 천안~온양온천 구간이 2007년 3월 30일에, 온양온천~신창 구간이 2008년 12월 15일에, 신창~신례원, 주포~남포 구간이 2007년 12월 21일에, 신례원~화양, 간치~신장항 구간이 2008년 11월 28일에, 화양~신성 구간이 2008년 12월 1일에, 신장항~대야 구간이 2007년 12월 28일에 직선화 개통되면서 대부분의 운행 문제점은 개선되었다. 이 공사로 금강으로 단절되었던 장항선과 군산선이 하나로 이어져 직통 운행하게 되었으며, 화물 열차를 위해 기존선의 일부가 장항화물선과 군산화물선으로 분리되었다. 2008년 1월 1일부터 용산역을 출발하여 장항을 경유하는 장항선 무궁화호 열차의 일부는 서대전역까지 운행하게 되었다. 이 운행 계통은 2016년 12월 9일부터 종착역이 익산역으로 변경되었다.
천안역에서 온양온천역을 거쳐 신창역까지 연결하는 약 19.5 km 정도의 수도권 전철 1호선 연장 또한, 해당 구간의 복선 전철화 공사 준공과 함께 개통되었다. 직선화로 인해 12개의 역이 폐역되었는데, 이는 14개의 역이 폐역된 경북선(구 경북선 포함 17개) 다음으로 가장 많다.
현재는 장항선 전 구간의 표정속도 향상과 서해선과의 원활한 연결을 목적으로, 개량되지 않은 나머지 구간에서 직선화 공사가 진행되고 있다. 신성~주포 구간과 남포~간치 구간은 2015년 4월 착공하였으며, 이 구간이 완공되면 광천역과 웅천역은 읍 외곽으로 이전한다. 또 2020년까지 익산~대야 구간을 복선 전철화하고 대야역을 기점으로 하는 군장국가산업단지 인입철도를 만들 예정이라고 발표되었다. 이 사업이 완공되면 장항선과 전라선의 동익산역을 잇는 삼각선이 신설되며, 대야역은 이설된다. 한편, 아산시 측은 장항선 상에 탕정역(P173)과 풍기역(P175)의 신설도 검토 중으로, 수도권 전철 역번호 제정 당시 이 두 역의 번호를 비워두었다. 그리고 2018년에 탕정역은 착공하였고, 2021년 10월에 개통하였다.
2024년 11월 기준으로 장항선은 홍성 ~ 대야 구간의 복선전철화 사업이 현재 착공되어 공사 중이고 해당 구간의 복선전철화는 서해선 개통 때까지 모두 마무리 될 예정이라고 발표되었다.

## 연혁

### 광복 이전
- 1922년 6월 1일 : 천안역~온양온천역 간 충남선으로 개통 (모산역, 온양온천역 개업)
- 1922년 6월 15일 : 온양온천역~예산역 구간 개통 (신창역, 도고온천역, 신례원역, 예산역 개업)
- 1923년 11월 1일 : 예산역~홍성역 구간 개통 (삽교역, 화양역, 홍성역 개업)
- 1923년 12월 1일 : 홍성역~광천역 구간 개통 (신성정류장, 광천역 개업)
- 1923년 12월 15일 : 신곡정류장 개업
- 1926년 8월 8일 : 오목역을 충남신창역으로 개칭
- 1929년 12월 1일 : 광천역~남포역 구간 개통 (진죽역, 보령역, 대천역, 남포역 개업)
- 1930년 10월 22일 : 기동역, 삼산역 개업
- 1930년 11월 1일 : 판교역, 서천역, 송내역 개업
- 1931년 8월 1일 : 남포역~판교역 구간 개통으로 전구간 완전 개통
- 1933년 1월 1일 : 보령역을 주포역으로 개칭
- 1943년 12월 5일 : 기동역, 삼산역 폐역

### 비전철 시절
- 1946년 5월 10일 : 사설철도 및 부대사업 일체에 대한 국유화 조치로 국유화
- 1949년 12월 20일 : 서천역을 충남서천역으로 개칭
- 1955년 4월 1일 : 화양역 재개업
- 1955년 9월 1일 : 노선명을 장항선으로 개칭[5]
- 1955년 7월 1일 : 충남신창역을 신창역으로 개칭, 충남서천역을 서천역으로 역명 환원
- 1960년 3월 11일 : 주산역 개업
- 1965년 12월 21일 : 신성역 재개업[6]
- 1966년 1월 21일 : 학성역 개업[7]
- 1966년 2월 21일 : 주교역 개업[8]
- 1967년 5월 1일 : 원죽역 개업[9]
- 1967년 6월 1일 : 세교임시승강장, 오가역 개업, 신곡임시승강장 재개업[10]
- 1972년 7월 1일 : 선장역을 도고온천역으로 개칭
- 1973년 11월 1일 : 삽교역을 수덕사역으로 개칭
- 1974년 6월 1일 : 세교임시승강장, 신곡역 폐역[11]
- 1980년 11월 1일 : 수덕사역을 삽교역으로 역명 환원
- 1983년 12월 10일 : 옥서역 개업
- 1985년 10월 10일 : 도고온천임시승강장 개업
- 1988년 12월 1일 : 진죽역을 청소역으로 개칭
- 1991년 11월 25일 새마을호 운행 개시 (서울역 - 장항역 구간)
- 1992년 5월 2일 : 옥서역 폐역
- 1992년 8월 1일 : 도고온천임시승강장을 선장역으로 개칭
- 1997년 6월 1일 : 학성역 배치간이역으로 격하[12]
- 1997년 8월 18일 : 장항선 장항~용산 서울~온양온천 노선 중 비둘기호 열차를 통일호로 승격
- 1998년 12월 1일 : 장항선 장항~천안        천안~장항  노선 중 비둘기호 열차를 통일호로 승격
- 2004년 12월 10일 : 신창역, 학성역 2개역을 무배치간이역으로 격하[13]
- 2006년 6월 23일 : 주산역 폐역

### 개량화, 복선전철 시대
- 2007년 3월 30일 : 천안~온양온천 구간 신선로로 이전, 모산역을 배방역으로 개칭, 아산역 개업
- 2007년 12월 21일 : 온양온천~신례원, 주포~남포 구간 직선화, 또 그에 따른 도고온천역, 장재역(현 아산역)이전, 또는 대천역 이전
- 2008년 1월 1일 : 장항~군산~대야 구간 개통 및 군산선 대야~익산 구간 본선편입, 장항역, 군산역 이전, 신군산역을 군산역으로 역명 변경, 학성역, 주교역 폐역, 군산선은 군산화물선으로 개칭하면서 군산화물선과 옥구선을 장항선의 지선으로 편입, 구 장항역은 장항화물역으로 변경하고 새 장항역에서 장항화물역까지를 장항화물선으로 하여 장항선의 지선으로 신설.
- 2008년 11월 27일 : 간치~장항 구간 직선화 개통[14].
- 2008년 11월 28일 : 신례원~화양 구간 직선화 개통, 삽교역 이전
- 2008년 12월 1일 : 화양~신성 구간 직선화 개통, 홍성역 이전
- 2008년 12월 15일 : 천안~신창간 복선전철 개통, 오가역 폐역, 봉명역과 쌍용역 개업[15]
- 2009년 6월 1일 : 서울~신창간 누리로 운행 개시
- 2015년 2월 5일 : 용산~익산간 서해금빛열차 운행 개시
- 2016년 12월 9일 : 서울~신창 누리로 운행 중지, 왕복 1회 서대전역을 경유하는 열차 폐지
- 2017년 2월 28일 : 누리로 운행 재개 (1일 왕복 2회)
- 2019년 4월 17일 : 철도 노선번호 변경에 따라 308로 변경[16]
- 2019년 12월 30일 : 서울~신창간 누리로 운행중지
- 2020년 1월 13일 : 누리로 운행 재개 (1일 왕복 2회)
- 2020년 5월 23일 : 누리로 운행 중지
- 2020년 8월 13일 : 간치역, 임피역,  오산리역 폐역[17]
- 2020년 8월 19일 : 경부선과 시간표 통합(경부 장항선)[18]
- 2020년 12월 10일 : 익산 ~ 대야 구간 복선전철 개통[19]
- 2021년 1월 5일 : 남포 ~ 웅천 복선화 및 웅천 ~ 간치 구간 직선화 개통, 웅천역 이전.
- 2021년 10월 30일 : 탕정역 개통.
- 2022년 9월 : 신창 ~ 홍성 비전철 복선개통.
- 2023년 4월 28일: 장항선(신창∼대야) 복선전철화 사업 실시계획 변경 승인[20]
- 2023년 7월 15일 : 집중호우로 철로에 토사가 유입되거나 선로 손상으로 모든 열차가 운행중지
- 2024년 11월 2일 : 신창 ~ 홍성 복선 전철화 완공 및 용산 ~ 홍성 ITX-마음 운행 개시[21][22]

## 운영

### 운행
- 새마을호, 무궁화호 운행 구간 : 용산역 - 경부선 직결 - 천안역 - 익산역
- ● 수도권 전철 1호선 운행 구간 : 광운대역, 청량리역 - 경부선 직결 - 천안역 - 신창역
- 2008년부터 2016년까지 왕복 1회 무궁화호 열차가 용산역 ↔ 서대전역을 연장 운행했으나, 현재는 모든 열차가 용산역~익산역간을 운행한다.

### 차량
- 객차
  - 새마을호 리미트 객차
  - 무궁화호
- 동차
  - 한국철도공사 311000 · 312000호대 전동차 천안 - 신창(● 수도권 전철 1호선)구간에만 운행한다.
  - ITX-마음 (용산 - 홍성)
- 기관차
  - 4400호대 디젤 기관차
  - 7300호대 디젤 기관차
  - 7400호대 디젤 기관차
  - 7500호대 디젤 기관차
  - 7600호대 디젤 기관차

### 수도권 전철 1호선
2008년 12월 15일에 천안역~신창역 간의 장항선 복선 전철화 공사가 완료, 개통되었고, 수도권 전철 1호선도 운행한다.

## 역 목록
- 서 : 서해금빛열차
- 새 : 새마을호
- I : ITX-마음
- 무 : 무궁화호
- 철 : ● 수도권 전철 1호선
- ● : 전 열차 정차, ▲ : 일부 열차 정차,  | : 미정차

| 역번호       | 역명              | 로마자 역명                      | 한자 역명       | 서           | 새           | I            | 무           | 철           | 역간 거리    | 누적 거리    | 접속 노선                | 소재지         | 소재지       | 비고                   |
| ↑경부선 직결 | ↑경부선 직결      | ↑경부선 직결                     | ↑경부선 직결    | ↑경부선 직결 | ↑경부선 직결 | ↑경부선 직결 | ↑경부선 직결 | ↑경부선 직결 | ↑경부선 직결 | ↑경부선 직결 | ↑경부선 직결             | ↑경부선 직결   | ↑경부선 직결 | ↑경부선 직결           |
| ------------ | ----------------- | -------------------------------- | --------------- | ------------ | ------------ | ------------ | ------------ | ------------ | ------------ | ------------ | ------------------------ | -------------- | ------------ | ---------------------- |
| P169         | 천안              | Cheonan                          | 天安            | ｜           | ●            | ●            | ●            | 전역정차     | 0.0          | 0.0          | 경부선                   | 충청남도       | 천안시       |                        |
| P170         | 봉명              | Bongmyeong                       | 鳳鳴            | ｜           | ｜           | ｜           | ｜           | 전역정차     | 1.3          | 1.3          |                          | 충청남도       | 천안시       |                        |
| P171         | 쌍용(나사렛대)    | Ssangyong (Korea Nazarene Univ.) | 雙龍 (拿撒勒大) | ｜           | ｜           | ｜           | ｜           | 전역정차     | 1.6          | 2.9          |                          | 충청남도       | 천안시       |                        |
| P172         | 아산(선문대)      | Asan (Sunmoon Univ.)             | 牙山 (鮮文大)   | ●            | ●            | ●            | ●            | 전역정차     | 1.6          | 4.5          | 경부고속선 (천안아산역)  | 충청남도       | 아산시       | 천안아산역과 환승 취급 |
| P173         | 탕정              | Tangjeong                        | 湯井            | ｜           | ｜           | ｜           | ｜           | 전역정차     | 1.8          | 6.3          |                          | 충청남도       | 아산시       |                        |
| P174         | 배방              | Baebang                          | 排芳            | ｜           | ｜           | ｜           | ｜           | 전역정차     | 3.1          | 9.4          |                          | 충청남도       | 아산시       |                        |
| P176         | 온양온천          | Onyang oncheon                   | 溫陽溫泉        | ●            | ●            | ●            | ●            | 전역정차     | 4.9          | 14.3         |                          | 충청남도       | 아산시       |                        |
| P177         | 신창(순천향대)    | Sinchang (Soonchunhyang Univ.)   | 新昌 (順天鄕大) | ｜           | ｜           | ●            | ｜           | 전역정차     | 5.1          | 19.4         |                          | 충청남도       | 아산시       |                        |
|              | 도고온천          | Dogo oncheon                     | 道高溫泉        | ｜           | ｜           | ｜           | ▲            | 미운행       | 5.8          | 25.2         |                          | 충청남도       | 아산시       | 무인역(대매소)         |
|              | 신례원            | Sillyewon                        | 新禮院          | ｜           | ▲            | ▲            | ●            | 미운행       | 4.5          | 29.7         |                          | 충청남도       | 예산군       |                        |
|              | 예산              | Yesan                            | 禮山            | ●            | ●            | ●            | ●            | 미운행       | 5.0          | 34.7         |                          | 충청남도       | 예산군       |                        |
|              | 삽교              | Sapgyo                           | 揷橋            | ｜           | ▲            | ▲            | ▲            | 미운행       | 7.8          | 42.5         |                          | 충청남도       | 예산군       |                        |
|              | 화양              | Hwayang                          | 華陽            | ｜           | ｜           | ｜           | ｜           | 미운행       | 6.7          | 49.5         |                          | 충청남도       | 홍성군       |                        |
|              | 홍성              | Hongseong                        | 洪城            | ●            | ●            | ●            | ●            | 미운행       | 5.3          | 54.5         | 서해선                   | 충청남도       | 홍성군       |                        |
|              | 신성              | Sinseong                         | 新城            | ｜           | ｜           | 미운행       | ｜           | 미운행       | 4.1          | 58.6         |                          | 충청남도       | 홍성군       |                        |
|              | 광천              | Gwangcheon                       | 廣川            | ●            | ●            | 미운행       | ●            | 미운행       | 8.6          | 67.2         |                          | 충청남도       | 홍성군       |                        |
|              | 원죽              | Wonjuk                           | 元竹            | ｜           | ｜           | 미운행       | ｜           | 미운행       | 4.1          | 71.3         |                          | 충청남도       | 보령시       |                        |
|              | 청소              | Cheongso                         | 靑所            | ｜           | ｜           | 미운행       | ▲            | 미운행       | 3.7          | 75.0         |                          | 충청남도       | 보령시       |                        |
|              | 주포              | Jupo                             | 周浦            | ｜           | ｜           | 미운행       | ｜           | 미운행       | 4.3          | 79.3         |                          | 충청남도       | 보령시       |                        |
|              | 대천              | Daecheon                         | 大川            | ●            | ●            | 미운행       | ●            | 미운행       | 8.3          | 87.6         |                          | 충청남도       | 보령시       |                        |
|              | 남포              | Nampo                            | 藍浦            | ｜           | ｜           | 미운행       | ｜           | 미운행       | 3.1          | 90.7         |                          | 충청남도       | 보령시       | 무인역                 |
|              | 웅천              | Ungcheon                         | 熊川            | ｜           | ●            | 미운행       | ●            | 미운행       | 9.0          | 99.7         |                          | 충청남도       | 보령시       |                        |
|              | 판교              | Pangyo                           | 板橋            | ｜           | ｜           | 미운행       | ●            | 미운행       | 11.2         | 110.9        |                          | 충청남도       | 서천군       |                        |
|              | 서천              | Seocheon                         | 舒川            | ｜           | ●            | 미운행       | ●            | 미운행       | 8.6          | 119.5        |                          | 충청남도       | 서천군       |                        |
|              | 장항              | Janghang                         | 長項            | ●            | ●            | 미운행       | ●            | 미운행       | 4.8          | 124.3        |                          | 충청남도       | 서천군       |                        |
|              | 군산              | Gunsan                           | 群山            | ●            | ●            | 미운행       | ●            | 미운행       | 7.0          | 131.3        |                          | 전북특별자치도 | 군산시       |                        |
|              | (군산화물선 분기) | -                                | -               |              |              | 미운행       |              | 미운행       | 7.2          | 138.5        |                          | 전북특별자치도 | 군산시       |                        |
|              | 대야              | Daeya                            | 大野            | ｜           | ｜           | 미운행       | ▲            | 미운행       | 2.6          | 141.1        |                          | 전북특별자치도 | 군산시       |                        |
|              | 목천              | Mokcheon                         | 木川            | ｜           | ｜           | 미운행       | ｜           | 미운행       | 9.4          | 150.5        | 익산삼각선               | 전북특별자치도 | 익산시       | 신호소                 |
|              | 익산              | Iksan                            | 益山            | ●            | ●            | 미운행       | ●            | 미운행       | 2.3          | 152.8        | 호남고속선 호남선 전라선 | 전북특별자치도 | 익산시       |                        |

- 2025년 1월 1일 기준.[23]

## 노선정보
- 노선 거리 : 152.8 km
- 노선 번호 : 308
- 운영 기관 : 한국철도공사
- 궤간 : 1435 mm (표준궤)
- 통행 방식 : 좌측 통행
- 역 수 : 29
- 복선 구간 : 천안~홍성, 대야~목천신호소
- 전철화 구간 : 천안~홍성, 대야~익산
- 보안 장치 : ATS

## 지선 노선
| 번호  | 노선 명칭  | 기점           | 종점       | 연장(km) | 비고                 |
| ----- | ---------- | -------------- | ---------- | -------- | -------------------- |
| 30801 | 장항화물선 | 장항역         | 장항화물역 | 4.2      | 2021년 1월 12일 폐선 |
| 30802 | 군산화물선 | (장항선)       | 군산화물역 | 8.9      | 2022년 3월 6일 폐선  |
| 30803 | 옥구선     | 군산옥산신호장 | 옥구역     | 7.9      |                      |
| 30804 | 군산항선   | 대야역         | 군산항역   | 25.8     |                      |
| 30805 | 익산삼각선 | 목천신호소     | 동익산역   | 3.4      |                      |

### 장항화물선
장항화물선은 장항역과 장항화물역을 연결하는 철도 노선이다. 본래 장항선 본선 구간에 해당되었으나 2008년 1월 1일 군산선과 직결되면서 기존 장항역과 신설된 장항역 구간이 분리된 것이다. 국토교통부의 한국철도영업거리표 상 노선 번호는 30801이다. 2021년 1월 12일에 폐선되었다.

### 군산화물선
군산화물선은 대야역과 군산화물역을 연결하는 철도 노선이다. 본래 군산선이라 하여 호남선의 지선에 해당되었으나 2008년 1월 1일 장항선과 직결되면서 이설되지 않은 대야 ~ 개정 ~ 기존 군산역 구간이 분리된 것이다. 국토교통부의 한국철도영업거리표 상 노선 번호는 30802이다. 2022년 3월 6일에 폐선되었다.

### 옥구선
옥구선은 군산옥산신호장과 옥구역을 연결하는 철도 노선이다. 군산비행장 보급품 수송을 목적으로 한 군사적 목적의 화물선이며, 국토교통부의 한국철도영업거리표 상 노선 번호는 30803이다. 군산항선 개통으로 기점이 군산화물역에서 변경되었다.

### 군산항선
군산항선은 대야역과 군산항역을 연결하는 철도 노선이다. 국토교통부의 한국철도영업거리표 상 노선 번호는 30804이다.

### 익산삼각선
익산삼각선은 장항선의 목천신호소와 전라선의 동익산역을 잇는 철도 노선이다. 국토교통부의 한국철도영업거리표 상 노선 번호는 30805이다.
| 역명   | 역간거리 (km) | 영업거리 (km) | 접속 노선 | 소재지         | 소재지 |
| ------ | ------------- | ------------- | --------- | -------------- | ------ |
| 목천   | 0.0           | 0.0           | 장항선    | 전북특별자치도 | 익산시 |
| 동익산 | 3.4           | 3.4           | 전라선    | 전북특별자치도 | 익산시 |

### 남포선
남포선은 남포역과 옥마역을 연결하는 철도 노선이었다. 2009년 12월 28일 철도산업위원회의 폐지 결정에 의해 폐지되었으며, 옥마역 부지에 웨스토피아CC 골프장이 개장되었다.

## 장항선의 교통량

### 열차 통과량
2023년도 철도통계연보에 따르면, 장항선을 경유하는 정기열차의 운행 빈도는 다음과 같다.(단위 : 회/일, 작성기준 : 편도, 주중)
| 운행구간          | 선로용량 | 일반여객 | 전동차 | 컨테이너 | 일반화물 | 운행총계 |
| ----------------- | -------- | -------- | ------ | -------- | -------- | -------- |
| 천안 - 신창       | 171      | 15       | 42     | 4        | 2        | 63       |
| 신창 - 웅천       | 49       | 15       | 0      | 4        | 4        | 23       |
| 웅천 - 대야       | 61       | 15       | 0      | 0        | 3        | 18       |
| 대야 - 목천신호소 | 174      | 15       | 0      | 5        | 3        | 23       |
| 목천신호소 - 익산 | 48       | 15       | 0      | 0        | 0        | 15       |

### 이용객 변동
다음 자료는 2000년부터 2015년까지 한국철도공사 한국철도통계 내용을 모은 것이다.
| 구분       | 이용 인원수 (명) | 이용 인원수 (명) | 이용 인원수 (명) | 이용 인원수 (명) | 이용 인원수 (명)             | 이용 인원수 (명)             | 이용 인원수 (명)             | 이용 인원수 (명)             | 이용 인원수 (명)             | 이용 인원수 (명)             | 이용 인원수 (명)             | 이용 인원수 (명)             | 이용 인원수 (명)             | 이용 인원수 (명)             | 이용 인원수 (명)             | 이용 인원수 (명)             | 각주   |
| 구분       | 2000년           | 2001년           | 2002년           | 2003년           | 2004년                       | 2005년                       | 2006년                       | 2007년                       | 2008년                       | 2009년                       | 2010년                       | 2011년                       | 2012년                       | 2013년                       | 2014년                       | 2015년                       | 각주   |
| ---------- | ---------------- | ---------------- | ---------------- | ---------------- | ---------------------------- | ---------------------------- | ---------------------------- | ---------------------------- | ---------------------------- | ---------------------------- | ---------------------------- | ---------------------------- | ---------------------------- | ---------------------------- | ---------------------------- | ---------------------------- | ------ |
| 비둘기     | 0                | 0                | 0                | 0                | 0                            | 0                            | 0                            | 0                            | 0                            | 0                            | 0                            | 0                            | 0                            | 0                            | 0                            | 0                            | [ 26 ] |
| 통일(통근) | 267,803          | 279,920          | 263,952          | 244,929          | 55,554                       | 0                            | 0                            | 0                            | 0                            | 0                            | 0                            | 0                            | 0                            | 0                            | 0                            | 0                            | [ 26 ] |
| 무궁화     | 3,068,411        | 2,993,502        | 2,670,349        | 2,554,118        | 2,649,487                    | 2,827,910                    | 2,664,513                    | 2,111,994                    | 2,708,279                    | 2,617,002                    | 2,622,003                    | 2,978,265                    | 3,200,010                    | 3,283,305                    | 3,388,430                    | 3,364,109                    | [ 26 ] |
| 새마을     | 361,594          | 351,734          | 301,231          | 283,306          | 465,273                      | 540,078                      | 605,438                      | 949,833                      | 1,002,738                    | 995,205                      | 983,575                      | 1,131,705                    | 1,297,938                    | 1,384,430                    | 1,300,898                    | 1,111,497                    | [ 26 ] |
| 건설       | 10,953           | 10,543           | 10,448           | 10,281           | 각 종별 열차 이용객에 포함됨 | 각 종별 열차 이용객에 포함됨 | 각 종별 열차 이용객에 포함됨 | 각 종별 열차 이용객에 포함됨 | 각 종별 열차 이용객에 포함됨 | 각 종별 열차 이용객에 포함됨 | 각 종별 열차 이용객에 포함됨 | 각 종별 열차 이용객에 포함됨 | 각 종별 열차 이용객에 포함됨 | 각 종별 열차 이용객에 포함됨 | 각 종별 열차 이용객에 포함됨 | 각 종별 열차 이용객에 포함됨 | [ 26 ] |
| 정기권     | 144,126          | 148,046          | 120,423          | 109,400          | 각 종별 열차 이용객에 포함됨 | 각 종별 열차 이용객에 포함됨 | 각 종별 열차 이용객에 포함됨 | 각 종별 열차 이용객에 포함됨 | 각 종별 열차 이용객에 포함됨 | 각 종별 열차 이용객에 포함됨 | 각 종별 열차 이용객에 포함됨 | 각 종별 열차 이용객에 포함됨 | 각 종별 열차 이용객에 포함됨 | 각 종별 열차 이용객에 포함됨 | 각 종별 열차 이용객에 포함됨 | 각 종별 열차 이용객에 포함됨 | [ 26 ] |
| 합계       | 3,852,887        | 3,783,745        | 3,366,403        | 3,202,034        | 3,170,314                    | 3,367,988                    | 3,269,951                    | 3,061,827                    | 3,711,017                    | 3,612,207                    | 3,605,578                    | 4,109,970                    | 4,497,948                    | 4,667,735                    | 4,689,328                    | 4,475,606                    | [ 26 ] |

## 대중문화와 장항선
- 배우 김봉수가 예명으로 기억에 남는 이름을 정하려고 할 때, 철도 노선 이름인 장항선이 떠올라 이것으로 예명을 지었다고 한다.
- 2008년 9월 20일 KBS 1TV의 프로그램 다큐멘터리 3일에서 《구불구불 단선 철도의 추억, 장항선 72시간》이란 제목으로 장항선에 대해 방송하였다.

## 같이 보기
- 대한민국의 철도